# Hørsholm (municipio)
El municipio de Hørsholm es un municipio (kommune) de Dinamarca que pertenece a la región administrativa de la Capital y se ubica en el noreste de Selandia. 
Fue creado en 1970. La reforma municipal de 2007 no afectó su territorio pero administrativamente Hørsholm pasó a formar parte de la Región Capital.
La capital y única localidad urbana es la ciudad de Hørsholm. Los municipios limítrofes son Fredensborg al norte, Allerød al oeste y Rudersdal al sur. Colinda además con el Øresund al este. Dentro de los límites municipales se encuentra el lago Sjælsø, que es compartido con Rudersdal.

## Localidades
En 2013, el municipio tiene una población de 24.543 habitantes. Sólo tiene una área urbana, donde reside la gran mayoría de la población (23.971 habitantes), mientras que 461 personas viven en áreas rurales y 111 no tienen residencia fija.
| Localidades más pobladas de Hørsholm |           |                  |
| Nº                                   | Localidad | Población (2013) |
| 1                                    | Hørsholm  | 23.971           |